# Бертолди: Поддръжка на устата
"Бертолди: Поддръжка на устата" (на английски: Bertoldi (Mouth Support)) е американски кисометражен ням филм от 1894 година на режисьора Уилям Кенеди Диксън с участието на Ена Бертолди. Филмът е заснет в студиото Блек Мария при лабораториите на Томас Едисън в Ню Джърси. Кадри от него не са достигнали до наши дни и филма се смята за изгубен.

## В ролите
- Ена Бертолди[2]

## Реализация
„Бертолди: Поддръжка на устата“ е част от групата филми, излъчвани пред публика с цел печалба в отворения на 14 април 1894 година от братята Холанд киносалон на Бродуей в Ню Йорк.